# Derek Lyle
Derek Lyle est un footballeur écossais né le 13 février 1981 à Glasgow. Il évolue au poste d'attaquant pour le Peterhead FC.

## Carrière
Lyle commence sa carrière à Partick Thistle en 1999, mais il doit lutter pour conserver sa place en équipe première et est prêté à East Stirlingshire puis Queen of the South. Avec Queens, Lyle remporte la troisième division écossaise en 2001–2002 et la Scottish Challenge Cup la saison d'après. Lyle est l'un des deux buteurs de la finale gagnée aux dépens de Brechin City,,. Six buts en seulement treize matchs lui permettent d'être transféré définitivement à Dumfries où il joue 113 autres matchs, marquant 23 buts. L'attaquant n'est pas toujours titulaire et connaît des périodes de prêt à Stirling Albion et Dunfermline Athletic. Après avoir été informé par l'entraîneur de QOS Ian McCall qu'il n'est pas indispensable à Palmerston Park, Lyle décide de passer à autre chose. Lyle s'impose dès son arrivée à Dundee en août 2006, marquant lors de ses débuts pour une victoire 3–0 contre Clyde. Pour sa première saison à Dundee, Lyle est le meilleur buteur du club avec 12 buts en 26 matchs.
Lyle rejoint Hamilton Academical en juillet 2008 après la promotion de sa nouvelle équipe en SPL, obtenue après une victoire sur l'équipe précédente de Lyle. Le 19 septembre 2009, Lyle subit une grave blessure au ligament du genou dans la première minute du match nul 0–0 du club avec Falkirk. Il est opéré avec succès une semaine plus tard, mais ne réapparaît pas sur le terrain au cours de la saison 2009–2010. En août 2010, il signe une prolongation de contrat à court terme et fait son retour en équipe première plus tard dans le mois,.
En janvier 2011, Lyle signe un contrat avec Greenock Morton courant jusqu'à la fin de la saison 2010–2011. Le 5 mars 2011, Lyle marque son cinquième but pour Morton lors d'une victoire 3–1 sur Dunfermline.
En avril 2011, suspecté de détenir des substances contrôlées, Lyle est arrêté par la Strathclyde Police (en) à son domicile de Bishopbriggs. Il est confirmé être en « possession avec intention de fournir », une accusation plus grave pour laquelle lui et sa partenaire Nicola Mullen sont libérés sous caution en attendant le renvoi complet.
Le 17 juillet 2011, Lyle signe un contrat à court terme et retourne à Hamilton Academical. Il joue ensuite lors de l'année 2012 à Cowdenbeath, avant de signer en faveur de Queen of the South. Avec cette équipe, il inscrit 15 buts en deuxième division écossaise lors de la saison 2014-2015, ce qui fait de lui le deuxième meilleur buteur du championnat, derrière Jason Cummings.